# Arise Records
Arise Records war ein spanisches Musiklabel aus Bilbao, dessen Schwerpunkt insbesondere auf Bands aus den Bereichen Power Metal und anverwandten Spielarten (u. a. Axenstar, Dark Moor und Labyrinth) sowie Death Metal / Melodic Death Metal (u. a. Blind Stare, Mourning Caress und Skyfire) lag.
Geografisch lagen die Schwerpunkte südeuropäisch in Italien und Spanien sowie nordeuropäisch insbesondere in Schweden und dazu Finnland und Deutschland. Zu den wenigen Ausnahmen gehört die Wiederveröffentlichung einer Kompilation von Viper, einer Band aus Brasilien.
Ende 2005, ungefähr zwei Monate nach der Absage der gemeinsamen Tour der Arise-Records-Band Raintime mit Royal Hunt und Secret Sphere Anfang Oktober meldete das Label Insolvenz an. In einem späteren Interview führte der Sänger der zu dieser Zeit unter Vertrag stehenden Band Freternia an, dass Arise Records unter der illegalen Verbreitung von Musik im Internet gelitten habe.

## Veröffentlichungen (Auswahl)
- Axenstar – The Inquisition (2005)
- Blind Stare – Symphony of Delusions (2005)
- Celesty – Legacy of Hate (2004)
- Crystal Eyes – Confessions of the Maker (2005)
- Dark Moor – The Hall of the Olden Dreams (2000)
- Labyrinth – Freeman (2005)
- Mourning Caress – Imbalance (2002)
- Raintime – Tales from Sadness (2005)
- Skyfire – Spectral (2004)
- Steel Attack – Enslaved (2004)
- Viper – Theatre of Fate / Soldiers of Sunrise (Kompilation, 2001 als Wiederveröffentlichung (Original 1997))
- Vhäldemar – I Made My Own Hell (2003)